# Uroleucon compositae
Uroleucon compositae är en insektsart som först beskrevs av Theobald 1915.  Uroleucon compositae ingår i släktet Uroleucon och familjen långrörsbladlöss.

## Underarter
Arten delas in i följande underarter:
- U. c. compositae
- U. c. evansi